# Renacimiento
Renacimiento är en ort i Mexiko.   Den ligger i kommunen San Luis Acatlán och delstaten Guerrero, i den sydöstra delen av landet, 290 km söder om huvudstaden Mexico City. Renacimiento ligger 328 meter över havet och antalet invånare är 140.
Terrängen runt Renacimiento är huvudsakligen kuperad, men västerut är den bergig. Renacimiento ligger nere i en dal. Runt Renacimiento är det ganska glesbefolkat, med 45 invånare per kvadratkilometer. Närmaste större samhälle är San Luis Acatlán, 6,9 km söder om Renacimiento. I omgivningarna runt Renacimiento växer huvudsakligen savannskog.